# Bauernstraße 61, Mühlenstraße 63

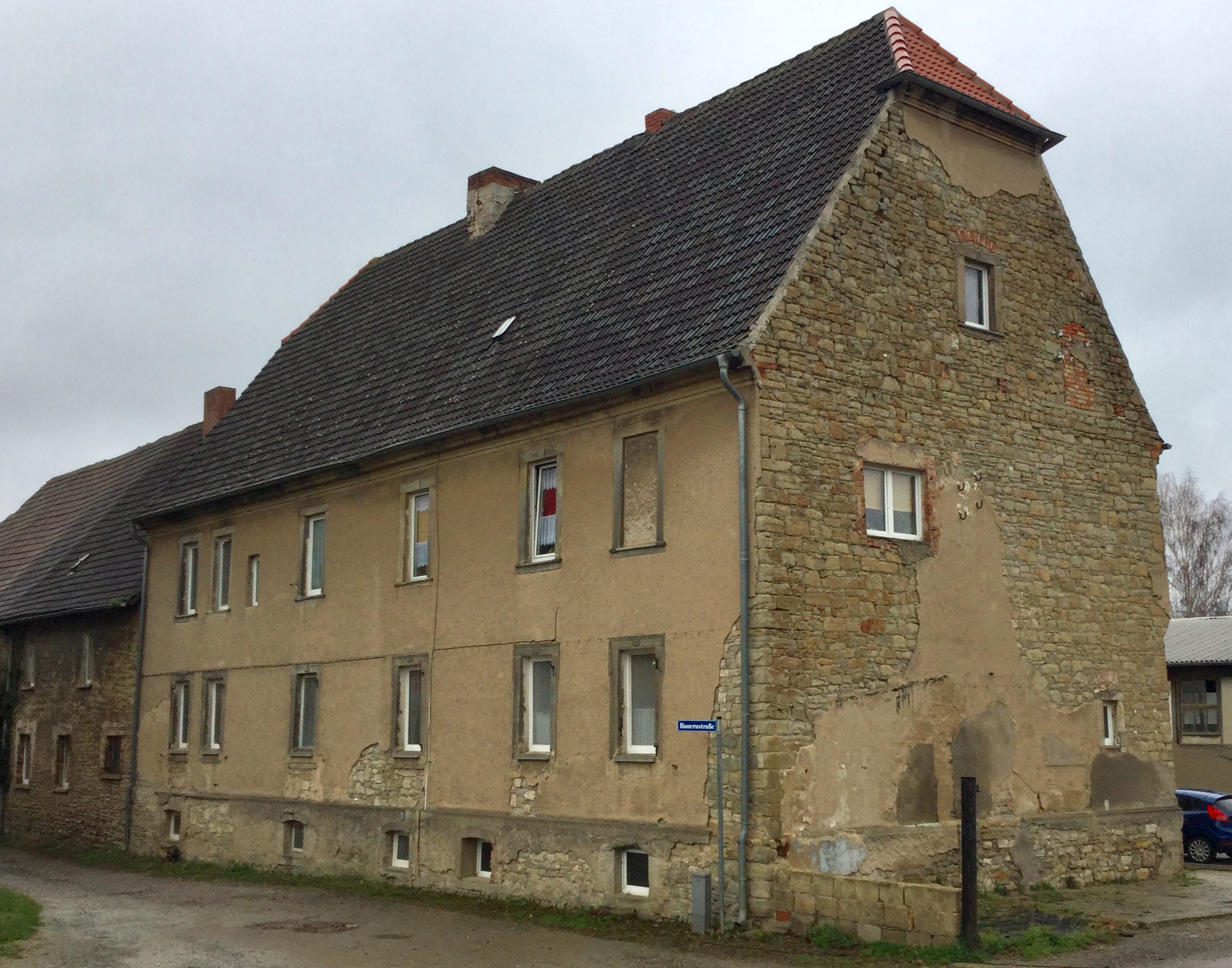
Bauernstraße 61, Mühlenstraße 63, Blick von Westen, 2018

Bauernstraße 61, Mühlenstraße 63 ist die Bezeichnung eines denkmalgeschützten Gutshofs in Giersleben in Sachsen-Anhalt.
Er befindet sich am südlichen Ortsrand von Giersleben. Südlich verläuft die Wipper.

## Architektur und Geschichte
Die erhaltenen Gebäude des Gutshofes entstanden im 18. Jahrhundert. Das Wohnhaus ist repräsentativ gestaltet und wie die übrigen Gebäude in massiver Bauweise aus Bruchstein errichtet. Die Gewände der Fensteröffnungen sind aus profiliertem Sandstein gefertigt. An das Wohnhaus schließt sich ein langer für Stall und Scheune genutzter Gebäudetrakt an. In diesem Gebäudeteil befindet sich eine hohe Toreinfahrt.
Zum Gutshof gehörte auch ein Pferdestall, der heute als Teil der Adresse Mühlenstraße 63 geführt wird.
Im örtlichen Denkmalverzeichnis ist der Gutshof unter der Erfassungsnummer 094 17246 als Baudenkmal verzeichnet.